# Mont Wechacha
Le mont Wechacha est une montagne d'Éthiopie s'élevant à une altitude de 3 391 mètres au sud-ouest d'Entoto.

## Histoire
Jules Borelli, qui le nomme mont Watchacha dans son journal, l'escalade les 12 et 13 mars 1887.